# جيمس فرنسيس سميث
جيمس فرنسيس سميث (بالإنجليزية: James Francis Smith)‏ هو محامي وقاضي وضابط وسياسي أمريكي، ولد في 28 يناير 1859 في سان فرانسيسكو في الولايات المتحدة، وتوفي في 29 يونيو 1928 في واشنطن العاصمة في الولايات المتحدة. انتخب قاضي معاون في المحكمة العليا للفلبين ‏ وانتخب الحاكم العام في الفلبين ‏.